# Duell der Tiere
Duell der Tiere (Alternativtitel: Das Duell; Kampf der Tiermaschinen) ist eine 12 Folgen umfassende populärwissenschaftliche Tierdokumentationsserie, die in Deutschland auf Super RTL ausgestrahlt wird. Bereits 2005 wurde sie auf dem deutschen Pay-TV-Ableger des Discovery Channels als deutsche Erstausstrahlung unter dem Titel Das Duell gezeigt, 2007 folgte die Free TV-Premiere auf DMAX unter demselben Namen. Im September 2009 wiederholt DMAX die komplette Dokumentation als Kampf der Tiermaschinen.
Ursprünglich wurde die Serie vom amerikanischen Discovery Channel zwischen dem 21. März 2004 und dem 12. September 2004 ausgestrahlt. Eine Folge dauert abhängig von der eingesetzten Werbung etwa 60 Minuten, lediglich die letzte Folge umfasst etwa 120 Minuten.

## Handlung
In jeder Episode werden zwei Tiere ausgewählt, die ihre Fähigkeiten und Kräfte im Kampf austragen müssen. In der Regel handelt es sich um Tiere, die in der Realität aus einem ähnlichen Habitat stammen und deshalb manchmal Kämpfe untereinander austragen (die einzige Ausnahme ist die dritte Episode, da sich das Verbreitungsgebiet von Löwe und Tiger in Indien nicht mehr überschneiden). Um diese Kämpfe am Computer darstellen zu können, entwickeln Mechaniker gemeinsam mit Technikern, Zoologen und Biologen nach Schädel-, Gebiss- und Klauenvorlagen der betreffenden Tiere Maschinen, um auszuprobieren, welche Kraft sie ausüben und zu welchen Bewegungsabläufen die Tiere fähig sind. Dabei stehen ihnen immer zwei Wissenschaftler zur Seite, die sich mit den dargestellten Tieren beschäftigen und die den aktuellen Forschungsstand und Kenntnisse aus der Erforschung der Tiere in die Computermodelle einbringen. Nach verschiedenen Experimenten, um die jeweiligen Fähigkeiten der Tiere darzustellen, findet ein abschließender Kampf in einer virtuellen Arena statt.

## Virtuelle Kämpfe der ersten Staffel
- Leistenkrokodil gegen Weißer Hai Sieger: Weißer Hai
- Afrikanischer Elefant gegen Breitmaulnashorn Sieger: Afrikanischer Elefant
- Asiatischer Löwe gegen Bengaltiger Sieger: Asiatischer Löwe
- Flusspferd gegen Bullenhai Sieger: Flusspferd
- Wolf gegen Puma Sieger: Puma
- Eisbär gegen Walross Sieger: Walross
- Sibirischer Tiger gegen Braunbär Sieger: Braunbär
- Löwe gegen Nilkrokodil Sieger: Nilkrokodil
- Anakonda gegen Jaguar Sieger: Anakonda
- Berggorilla gegen Leopard Sieger: Gorilla
- Mississippi-Alligator gegen Amerikanischer Schwarzbär Sieger: Schwarzbär
- Koloss-Kalmar gegen Pottwal Sieger: Pottwal